# 二本松少年隊

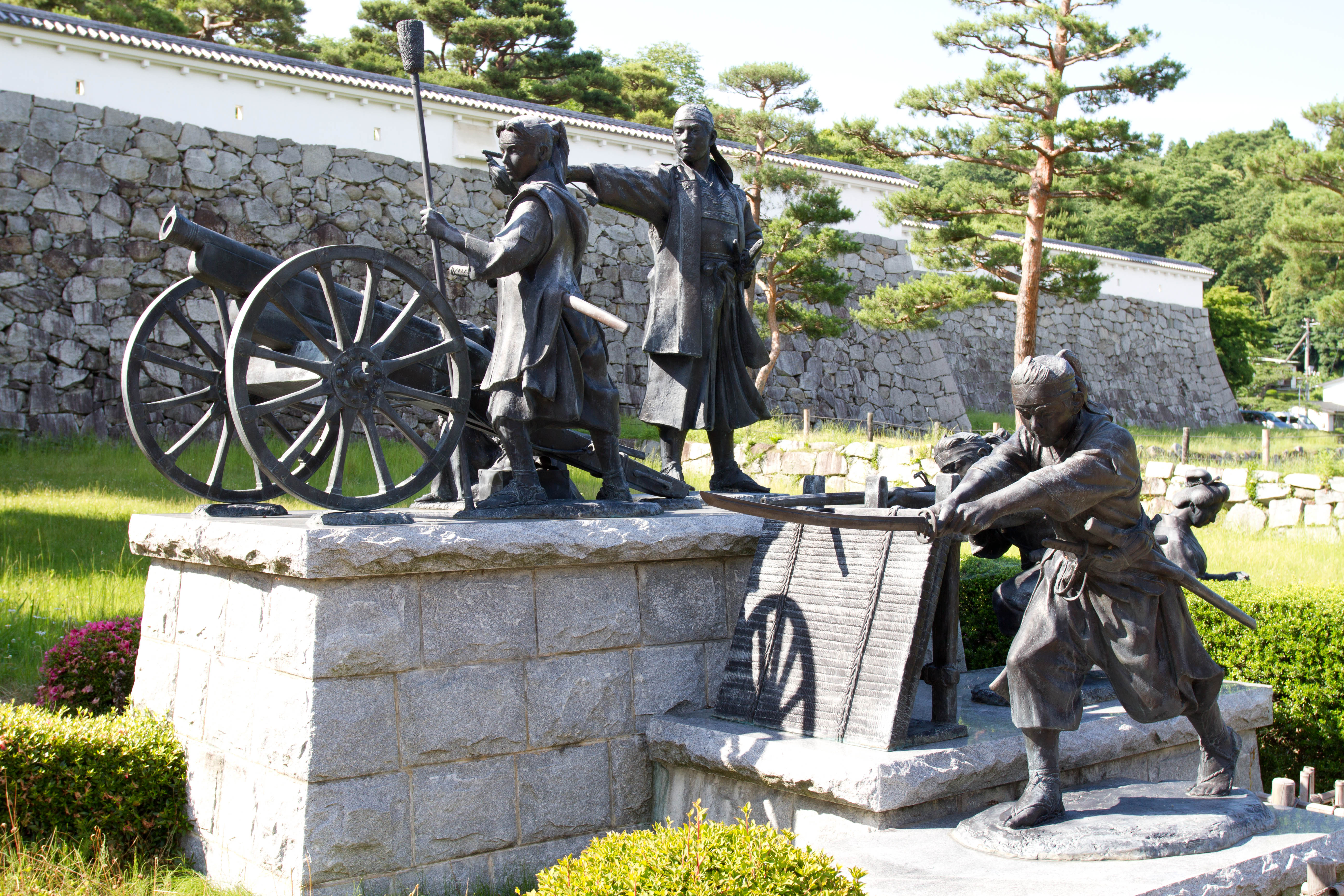
二本松少年隊群像

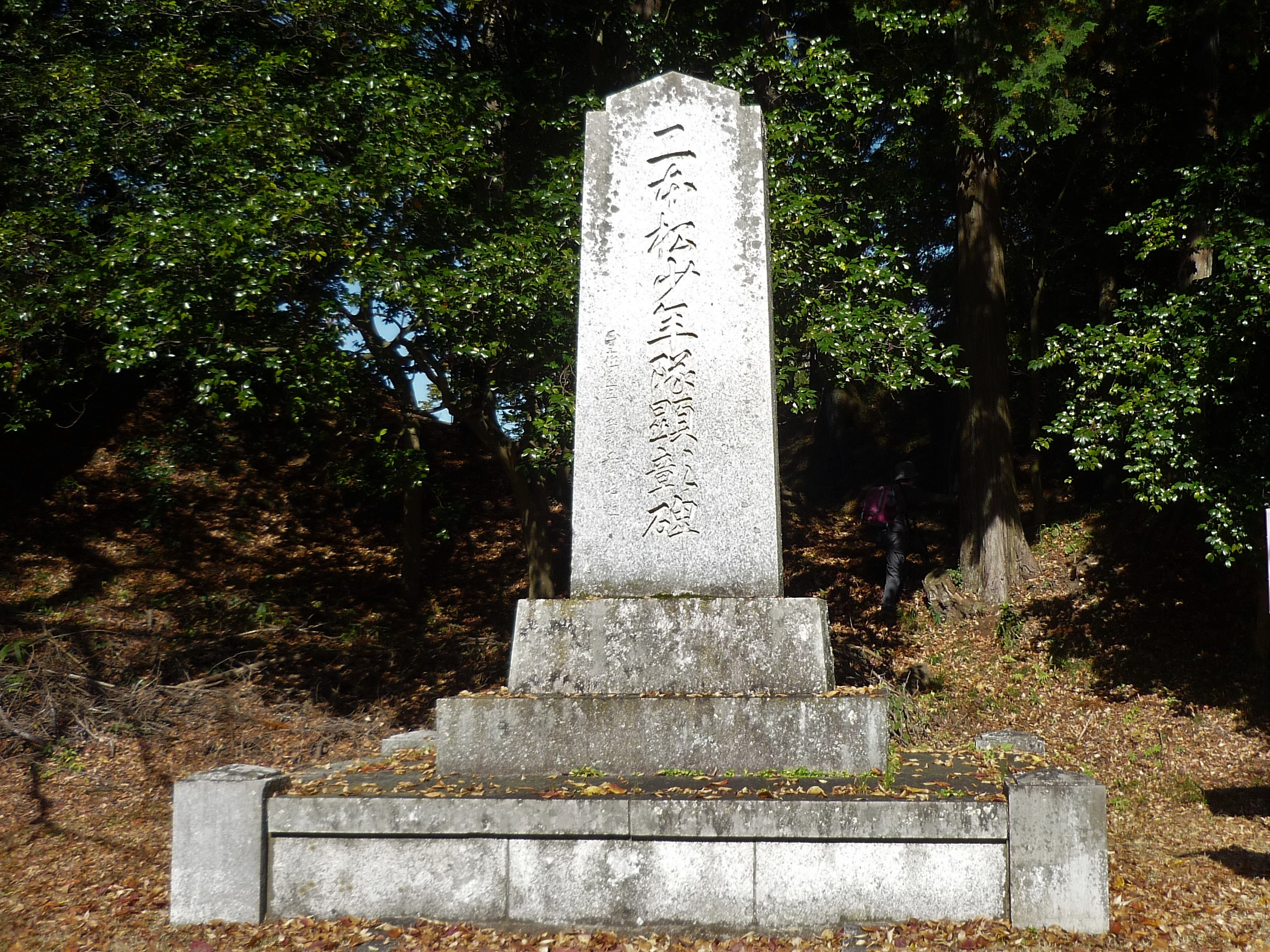
二本松少年隊顕彰碑

二本松少年隊（にほんまつしょうねんたい）は、幕末の二本松藩において戊辰戦争に出陣した12歳から17歳の少年兵部隊。幕府側で戦った。ただし、会津藩の白虎隊と違い当時は隊名がなく、二本松少年隊と名づけられたのは戊辰戦没者五十回忌に刊行された「二本松戊辰少年隊記」からである。

## 概要
戊辰戦争への出陣は14歳未満では不可能なのだが、二本松藩には危急の際には年齢を2歳加算する入れ年（実年齢より高い年齢として出兵の許可を出す）という独自の制度があり、最少年齢の隊士の年齢は12歳となってしまった。
八番組組頭・丹羽右近率いる大壇口守備隊の大砲方銃士隊として編成されていた木村銃太郎指揮下の25名が特に有名である。木村は、藩の西洋流（高島流）砲術師範（元は同じ砲術の武衛流師範で後に江戸留学の際に西洋流（高島流）砲術を習得した人物であり、隊士は彼の父・木村寛治の開いた木村道場の塾生であった。26日朝ないし27日朝に編成を命じられ、27日夜に編成を完了した。大壇口での戦いにおいて木村をはじめその多くが戦死した。負傷し新政府側の野戦病院として使用されていた称念寺に運ばれた者もいたが、やがては息絶えてしまった。これらの出来事は、戊辰戦争における悲劇のひとつとして知られている。
戊辰戦没者五十回忌では、少年のみで構成されていた木村隊の21名に別隊からの編入者4名を加えた25名を指すものとしていた。ただし、藩内各地に出陣した他の隊でも主に鼓手として少年兵が所属しており、1926年（昭和元年）に刊行された「二本松藩史」以降は彼らも包括して二本松少年隊と定義することとなった。現在では、紺野庫治氏の最終調査研究結果報告、1981年（昭和56）に刊行された『絵でみる二本松少年隊』により明らかとなった高根三右衛門隊3名、丹羽右近隊2名、大谷与兵衛隊2名、大谷志摩隊2名、大谷鳴海隊2名、日野大内蔵隊2名、樽井弥五左衛門隊4名、朝河八太夫隊1名、その他所属部隊不明の22名を加えた合計62名を定義している。なお、当初木村隊のそれは幼年隊と呼称されていたようである。
二本松藩主・丹羽氏の菩提寺でもある大隣寺に戦死者16名の墓所がある。また二本松城跡である霞ヶ城公園には群像彫刻や顕彰碑が立っている。

## 陣羽織二本松少年隊大壇口出陣者名（隊長、副隊長、他25名）
- 隊長 ★木村銃太郎 22歳
- 副隊長 ★二階堂衛守 22歳
- 12歳 ☆久保豊三郎
- 13歳 上田孫三郎 ★高橋辰治 ★徳田鉄吉 ★岡山篤次郎 ☆大島七郎 ☆小川安次郎 ★遊佐辰弥 後藤釥太 高根源十郎
- 14歳 ★成田才次郎 成田虎治 武谷剛介 全田熊吉 宗形幸吉 馬場定治 水野進 鈴木松之助 ★木村丈太郎 渡辺駒之助
- 15歳 ★奥田午之介 ☆久保鉄次郎 ☆三浦行蔵 安部井壮蔵
- 17歳 ★大桶勝十郎

☆は負傷者、★は戦死を示す。
うち高根源十郎と安部井壮蔵は同じく丹羽右近隊隷下の別の隊の所属であったとされる。奥田午之介は高根三右衛門隊、久保鉄次郎は大谷鳴海隊であったが木村隊に編入された。
12歳の久保豊三郎と、15歳の久保鉄次郎は兄弟であり、兄・鉄次郎は病弱でありながらも、「豊三郎までがいったのに、おめおめとねている訳にはいきません」と言って母親を振り切り、弟のあとに続いたという。その後2人は負傷して称念寺に運ばれたが、おたがいのことを知らないままに11月1日に弟の豊三郎が、12月6日に鉄次郎が亡くなったとされている。
また、岡山篤次郎は大壇口で戦死したとされるが、意識不明のところを土佐藩兵によって運び込まれ、同日の夕刻に死亡したともいわれる。土佐藩兵たちは岡山の最期に心を打たれ、反感状を送った他、「君がため二心なき武士の　命は捨てよ名は残るらん」との弔歌を詠んだ。
生存者のうち、三浦行蔵は、豆畑で倒れていたところを下川崎村の忠八という農民に助けられ、彼の自宅にて介抱された。だが、仲間や隊長が戦死した中で生き残ったことを恥じ、数年後忠八が少し目を離したすきにいなくなっていたという。
水野進は好之と名を改め、竹根小学校長、二本松町助役、安達郡会議員、二本松電気・仙台電気常務役などを歴任して二本松の復興に尽力し、また「二本松戊辰少年隊記」の編纂など、少年隊の歴史の記録に努めた。安部井壮蔵は香木と名を改め、陸軍少尉に任官。乃木希典率いる歩兵第14連隊第2大隊第1中隊所属となり、西南戦争にて戦死した。
木村隊以外の生存者では、加藤犬蔵は月岡吉則と改名し西南戦争に参加、大谷与兵衛隊の山岡房次郎は南次郎と改名し、福島県医師会名誉会長を務めた。

## 軍装
元隊士・水野進（好之）によれば、服装は以下の様なものであったという。
上衣は呉絽または木綿の筒袖であり、着丈は短く膝までであった。木滝幸三郎によれば、視認性を下げるため多くは黒く染めていたという。その上から力紗羽織や陣羽織を羽織った。力紗羽織の地質は絹呉絽（アルパカ）であり、普通の羽織を筒袖とし、背の縫い目半分ぐらい裂けたものである。兵糧袋は呉絽であり、長円形の袋の前後に縁を付け、紐を通して屈伸を自在として肩掛けとしていた。肩印の地質はは麻布で、長さ三寸、巾一寸五分ぐらい、中央に丹羽氏の違棒紋を書き、一方に鯨または竹を当て、その中央を紐で括り、左の肩先に結びつけた。
下衣は一定せず、洋袴、股引、義経袴、立付など様々であった。
帽子は用いず、白木綿の鉢巻きを締め、髪は髻を打ち糸で結び、背に下げた。
装備は四斤山砲一門、各自ミニエー銃を所持していた。

## 二本松少年隊を歌った楽曲
- 『二本松少年隊賛歌』（1939年）湯浅大太郎作詞、関屋敏子作曲
- 『二本松少年隊の歌』（1940年）塚本篤夫作詞、永井巴作曲、倉若晴生編曲、唄：高田浩吉（松竹映画「二本松少年隊」主題歌）
- 『二本松少年隊』（1957年） 野村俊夫作詞、古関裕而作曲、唄：伊藤久男
- 『花の二本松少年隊』（1962年） 野村俊夫作詞、市川昭介作曲、唄：こまどり姉妹
- 『二本松少年隊』（1965年）高橋掬太郎作詞、細川潤一作曲、唄：三橋美智也（第16回NHK紅白歌合戦で歌唱）
- 『二本松少年隊の歌』丘灯至夫作詞、南雲一廣作曲、唄：佐々木人水
- 『二本松市民の歌』（1965年）丘灯至夫作詞、戸塚三博作曲。※3番の歌詞に歌われている[11]。
- 琵琶歌『二本松少年隊』[12]（1935年）
- 琵琶歌『二本松少年隊』[13]（2018年）古澤月心作詞作曲
- 『鳴呼、二本松少年隊』小林金次郎作詞、本間繁義作曲
- 民謡『ああ二本松少年隊』平多正於作詞、小林蔵雄作曲、唄：藤みち子